# Font Santa (Sant Pere de Torelló)
La Font Santa és un balneari abandonat de Sant Pere de Torelló (Osona) inclosa a l'Inventari del Patrimoni Arquitectònic de Catalunya.

## Descripció
Edifici de planta baixa i tres pisos. Al sector de migdia hi ha uns arcs rebaixats on es recolza un cos superior, adossat a la deu i cobert a quatre vessants. Els interiors tenen decoració de tipus neoclàssica. Al sector de tramuntana d'aquest cos, i orientat a ponent, hi ha una casa destinada als propietaris, de tipus basilical seguint línies modernistes. Al costat de la deu, i també orientada a migdia, hi ha una ermita de nau única, amb un portal d'arc rebaixat amb un òcul al damunt. Aquestes tres edificacions es troben en un estat de conservació llastimós. L'església es cremà i els sostres de les altres edificacions es van ensorrant a poc a poc. L'abandó és total.

## Història
Es troba a 2 km de la vila de Sant Pere de Torelló, vers el Sud.
Vers el 1840 s'estudiaren les aigües, dictaminant que eren sulfuroses, de manera que el seu propietari decidí construir-hi el balneari, vers el 1847. La font era indicada contra les malalties hepàtiques, cutànies i asmàtiques. El seu propietari era Manuel de Parrella. Actualment està en mans dels seus descendents i no en resta més que l'ombra del que fou el balneari al segle xix.
A jutjar pels elements que queden dempeus, el recinte del balneari era de línies neoclàssiques i la torre d'estil modernista. L'església no es pot catalogar en cap estil degut al precari estat en què es troba.